# Aráchova (ort i Grekland)
Aráchova (Arachova) är en ort i Grekland.   Den ligger i prefekturen Nomós Voiotías och regionen Grekiska fastlandet, i den centrala delen av landet, 110 km nordväst om huvudstaden Aten. Aráchova ligger 1 046 meter över havet och antalet invånare är 2 657.
Terrängen runt Aráchova är bergig åt nordost, men åt sydväst är den kuperad. Runt Aráchova är det ganska glesbefolkat, med 34 invånare per kvadratkilometer. Närmaste större samhälle är Ámfissa, 18,8 km väster om Aráchova. 